# Severe Torture
Severe Torture ist eine Death-Metal-Band aus den Niederlanden, die 1997 gegründet wurde. Die Musik ist stark beeinflusst von Cannibal Corpse.

## Bandgeschichte
Severe Torture wurde 1997 von Thijs (Gitarre), Patrick Boleij (Bass) and Seth Van De Loo (Schlagzeug) gegründet, die bis heute in der Band sind. 1998 wurde das erste Demotape Baptized... veröffentlicht. Kurz darauf kam Sänger Dennis in die Band. 1999 nahm man eine 2-Lieder-Promo auf, die als 7" von Damnation Records veröffentlicht wurde. 2000 unterschrieb die Band einen Vertrag mit dem Plattenlabel Fadeless Records, das später mit Hammerheart Records verschmolz. Eine erste Tour wurde mit den Polen Damnation gespielt.
Danach wurde dann das Debütalbum „Feasting on Blood“ aufgenommen. Januar 2001 spielte die Band dann im Vorprogramm von Macabre und Broken Hope auf einer Europatour. Im April 2001 spielten Severe Torture auf dem Ohio Death Fest und zudem noch etliche andere Konzerte in den USA. Im März 2002 wurde das zweite Album „Misanthropic Carnage“ eingespielt. Es folgte eine weitere Tour durch Amerika, diesmal als Vorgruppe von Deeds of Flesh. Auch auf dem Ohio Death Fest spielte man 2002 wieder, wie auch auf dem New England Metal Fest. Eine weitere Europatour folgte im Oktober, diesmal als Vorband für Cannibal Corpse. Während dieser Tour lernte die Band Marvin Vriesde kennen, den man als zweiten Gitarrist in die Band nahm. Nach etlichen abgesagten Touren beschloss man, ein neues Label zu suchen, das man in Earache Records auch fand. Noch auf alten Label veröffentlichte man ein Livealbum, auf dem neuen folgte im Herbst 2005 das mittlerweile dritte Album „Fall of the Despised“. 2006 spielte man auf dem Maryland Deathfest in den USA, dem Party.San Open Air in Deutschland, dem Kaltenbach Open Air in Österreich und etlichen anderen Festivals. Danach folgte eine sechswöchige Tour durch Europa mit Vader und God Dethroned. 2007 veröffentlichte man das vierte Album „Sworn Vengeance“. Vom 25. September bis 5. Oktober 2008 sprangen Severe Torture als Ersatz für Belphegor ein, die in diesem Zeitraum bereits ihre US-Tour begannen, und neben Nile und Grave auf Niles Ithyphallic Europe Tour spielen.

## Diskografie
Studioalben
- 2000: Feasting on Blood
- 2002: Misanthropic Carnage
- 2005: Fall of the Despised
- 2007: Sworn Vengeance
- 2010: Slaughtered
- 2024: Torn from the Jaws of Death

Sonstige
- 1998: Baptised... (Demo)
- 1999: Pray for Nothing (Single)
- 2000: Lambs of a God (Single)
- 2002: Butchery of the Soul (EP)
- 2003: A Taste for Butchery (Split-CD mit Blood Red Throne)
- 2005: Bloodletting (Live)